# Amyrtajos
Amyrtajos (egip. Amenirdisu) – jedyny faraon z XXVIII dynastii, prawdopodobnie syn Pausirisa i wnuk Libijczyka, Amyrtajosa z Sais, jednego z przywódców powstania Inarosa, przeciwko władzy perskiej. Panował w latach 404-399 p.n.e.

## Życiorys
Wiadomości o tym władcy są stosunkowo nieliczne; jednym z historyków wzmiankujących go jest Diodor Sycylijski. Jego imię pojawia się w Kronice Domotycznej oraz kilku papirusach z Elefantyny.
Podobnie jak jego dziadek, stanął na czele powstania ludności egipskiej przeciwko władzy Dariusza II, a później Artakserksesa. Dzięki wsparciu Sparty i konfliktom wewnętrznym w imperium perskim, po śmierci Dariusza II udało mu się osiągnąć niezależność w 404 p.n.e.
W swojej polityce wewnętrznej dążył do zjednoczenia pod swoją władzą całego Egiptu, zwalczając liczne bunty, wywoływane przez innych pretendentów do tronu. Obawiał się interwencji perskiej, co było jednym z powodów zamordowania Tamosa, Egipcjanina w służbie perskiego buntownika Cyrusa. Wg relacji Diodora mord zlecić miał jeden z rywali Amyrtajosa.
Amyrtajos zdołał doprowadzić do względnego zjednoczenia Egiptu ok. 402 p.n.e. W 401 p.n.e. zajął Elefantynę, gdzie miały miejsca masowe prześladowania sympatyzujących z Persami żydów. Nie są znane okoliczności przejęcia władzy przez Neferitesa i nową dynastię. Przypuszcza się, że zmiana dynastii rządzącej miała gwałtowny przebieg; według zapisu jednego z papirusów Neferites miał pokonać Amyrtajosa w starciu zbrojnym w 399 p.n.e., a następnie stracić go w Memfis.
| G39 | N5 |

| G39 | N5 |

| M17 | Y5 · N35 | M17 | A2 | D4 · D36 · O34 |

| M17 | Y5 · N35 | M17 | A2 | D4 · D36 · O34 |

| M17 | Y5 · N35 | M17 | A2 | D4 · D36 · O34 |

| M17 | Y5 · N35 | M17 | A2 | D4 · D36 · O34 |

| G39 | N5 |

| G39 | N5 |

| M17 | Y5 · N35 | M17 | A2 | D4 · D36 · O34 |

| M17 | Y5 · N35 | M17 | A2 | D4 · D36 · O34 |

| M17 | Y5 · N35 | M17 | A2 | D4 · D36 · O34 |

| M17 | Y5 · N35 | M17 | A2 | D4 · D36 · O34 |